# Csaba Szatmári
Csaba Szatmári (2 de novembro de 1973) é um ex-futebolista profissional húngaro que atuava como defensor.

## Carreira
Csaba Szatmári representou a Seleção Húngara de Futebol nas Olimpíadas de 1996.